# Rada Běloruské lidové republiky
Rada Běloruské lidové republiky (anglicky: Rada of the Belarusian Democratic Republic, Rada BNR, bělorusky: Рада Беларускай Народнай Рэспублікі, Рада БНР) byla řídící orgánem v Běloruské lidové republice. Od roku 1919 působí v exilu a v roce 2023 se z ní stává nejdéle trvající exilová vláda všech dob. Mezi lety 1923 až 1945 působila v Praze. Prvním předsedou Rady byl Jan Serada (9. března–14. května 1918). K nejznámějším členům rady patřili jazykovědec Branislav Taraškievič, autor pavopisu, který se po něm nazývá „taraškievica“ a stále se užívá v běloruském exilu, nebo básnířka Larysa Henijušová, československá občanka, již komunisté vydali Sovětům k uvěznění v gulagu.

## Vznik
Rada BNR vznikla v prosinci 1917 jako výkonný orgán Prvního celo-běloruského kongresu konaného v Minsku. Kongresu se účastnilo přes 1800 lidí z různých oblastí Běloruska, včetně zástupců běloruských národních organizací, regionálních zemstev, hlavních křesťanských denominací a běloruských židovských politických stran. Kongres byl násilně přerušen bolševiky.
Po ústupu bolševiků z Minsku se Rada prohlásila za nejvyšší moc v Bělorusku, poté co bolševici a Němci podepsali Brestlitevskou smlouvu, Rada vyhlásila nezávislost Běloruské lidové republiky.
25. května 1918 měla Rada BNR 77 členů skládajících se z
- 36 zvolených členů na Prvním celo-běloruském kongresu
- 6 zástupců běloruské komunity ve Vilniusu
- 15 zástupců národnostních menšin (ruské, polské, židovské)
- 10 zástupců místních orgánů
- 10 zástupců velkých měst

Německo neuznávalo nezávislost Běloruska a bránilo se činnostem institucím Běloruské lidové republiky. Rada navázala diplomatické styky s Finskem, Ukrajinskou lidovou republikou, Československem, Litvou, Lotyšskem, Estonskem, Tureckem a s pár dalšími.
Radě se podařilo začít organizovat své řídící orgány v několika různých částech Běloruska. Rada taktéž pracovala na vytvoření vlastní armády a ústavy, ke plnohodnotnému vzniku, ale nikdy nedošlo. S přiblížením bolševických vojsk k Minsku byla Rada nucena přesídlit do Vilniusu, poté do Grodna a nakonec s koordinací s Litevskou republikou do Kaunasu.

## V exilu

### 1919-1947
V dubnu 1919 osvobodila polská armáda Grodno a Vilnius. Józef Piłsudski vydal prohlášení k obyvatelům bývalého Litevského velkoknížectví, v němž uvedl, že nová polské správa jim poskytne kulturní a polickou autonomii. Běloruské vedení prohlášení uvítalo, zejména s ohledem na sovětské plány na sovětizaci Běloruska. Nicméně při pozdějších jednáních s běloruskými představiteli Piłsudski navrhl omezit funkce Radě BNR na čistě kulturní otázky, což běloruský premiér Anton Luckievič odmítl. Běloruské vládě se podařilo do rezoluci Pařížské mírové konferenci, zahrnout prohlášení za pravá menšin v Polsku.
Vláda Běloruské lidové republiky protestovala proti polské vojenské mobilizaci v oblasti kolem Vilniusu, proti polským volbám, které se zde konali a proti anexi Augostovské oblasti. Vláda Běloruské lidové republiky se obrátila na Společenstvo národů, Velkou Británii, Francii, Spojené státy a další země, aby uznaly nezávislost Běloruska.
Koncem roku 1920 běloruská vláda znovu zahájila jednání s bolševiky v Moskvě a snažila se je přesvědčit, aby uznali nezávislost Běloruska a propustili běloruské politické vězně držené v ruských celách.
Dne 11. listopadu 1920 podepsala Běloruská lidová republika partnerskou smlouvu s Litvou o spolupráci při osvobozování běloruských a litevských území od Polské okupace.
Po vzniku Běloruské sovětské socialistické republiky (Běloruská SSR), jako součásti Sovětského svazu, složilo několik členů Rady BNR v roce 1925 své mandáty a vrátili se zpět do Běloruska. Oficiálně Rada BNR nikdy neuznala Běloruskou SSR. Většina členů Rady, kteří se vrátili do Běloruska, včetně bývalého premiéra Vaclaua Lastouského, byla později zavražděna během sovětského teroru v Bělorusku ve 30. letech 20. století.
Během druhé světové války a německé okupace Československa Rada odmítla spolupracovat s nacisty nebo uznat kolaborantskou vládu Běloruska neboli Běloruskou centrální radu.